# 道頓堀
道頓堀（どうとんぼり）は、大阪府大阪市中央区の繁華街および町名。または、同所の北を流れる道頓堀川の略称。町名は道頓堀一丁目と道頓堀二丁目があり、一丁目の堺筋以東は街区符号に「東」が付き、郵便番号も異なる。隣接する難波や千日前などとともにミナミの繁華街の中心的地区である。
一部で「とんぼり」と略称される事もあるが定着しておらず、地元では略さずに「どうとんぼり」と表現している（なお、かつては「どとんぼり」、「どとんほり」と呼ばれていたとする出典もある）。
なお道頓堀の名前は商人で開墾者の安井道頓に由来し、日本橋北詰交差点には石碑もある。

## 概要

### 繁華街
一般的に日本橋 - 大黒橋間において、道頓堀川南岸の道頓堀通沿いに広がる繁華街を指す。なかでも戎橋以東は道頓堀五座（後述）が立地した芝居町にあたる。道頓堀通の南側に芝居小屋、北側に芝居茶屋が並ぶ構造だったため、現在も通の南側に娯楽施設、北側に飲食店が多い。
大阪ミナミの東西基軸となる道頓堀通の両側町で、南は難波と千日前、北は道頓堀川を挟んで島之内の心斎橋筋や宗右衛門町に接する。飲食店が集中し、道頓堀グリコサイン、かに道楽本店、中座くいだおれビル、金龍ラーメン、なんば道頓堀ホテルなど、多種多様な看板やネオン・建物の店舗であふれている。かつてはくいだおれや道頓堀極樂商店街もあった。
道頓堀橋（御堂筋）以東が1丁目、同以西が2丁目となり、1丁目の日本橋（堺筋）以東は一般的に繁華街に含まれない。

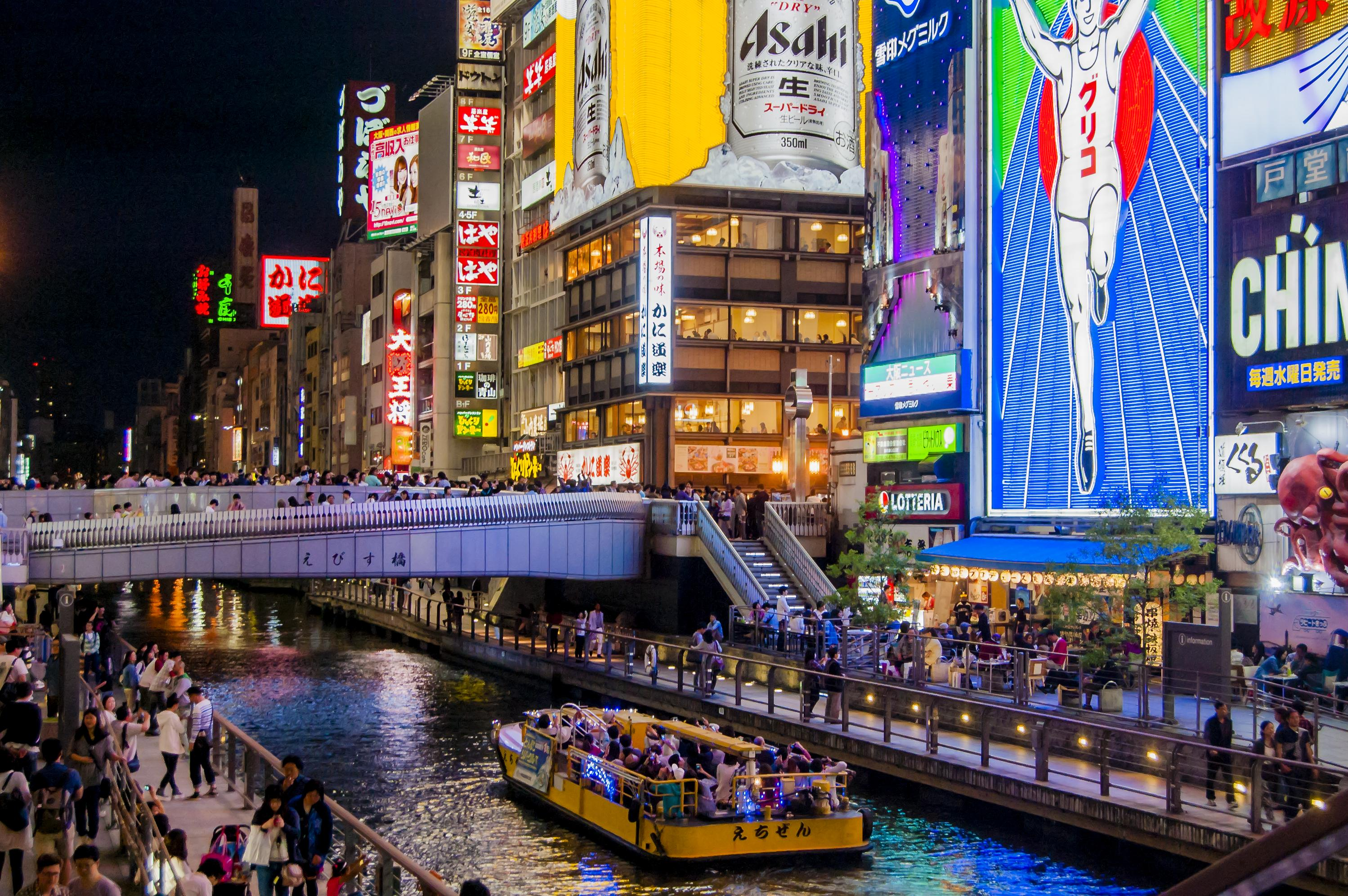
道頓堀橋より上流側を望む
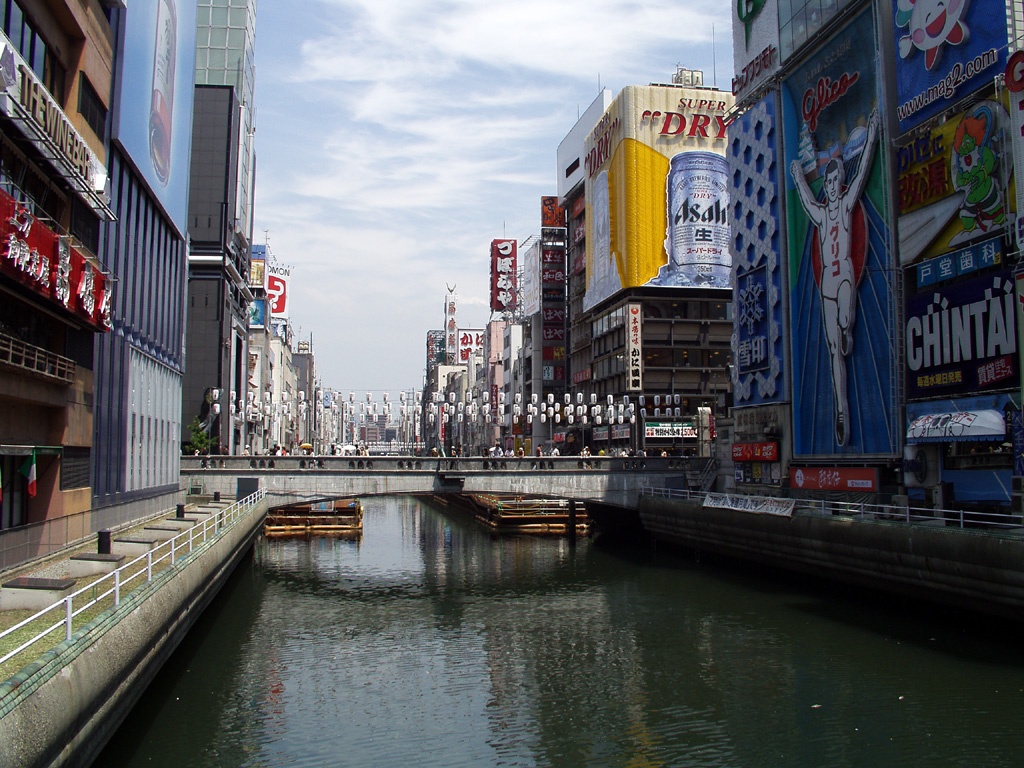
道頓堀（2003年7月）
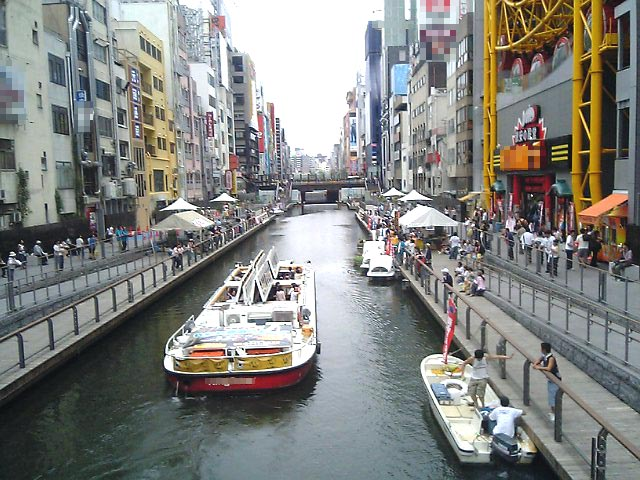
太左衛門橋より下流側を望む
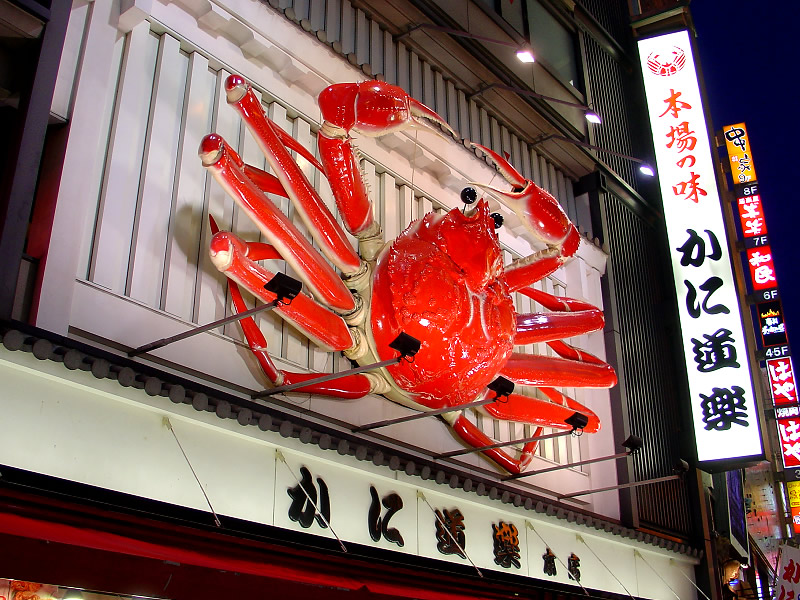
かに道楽本店
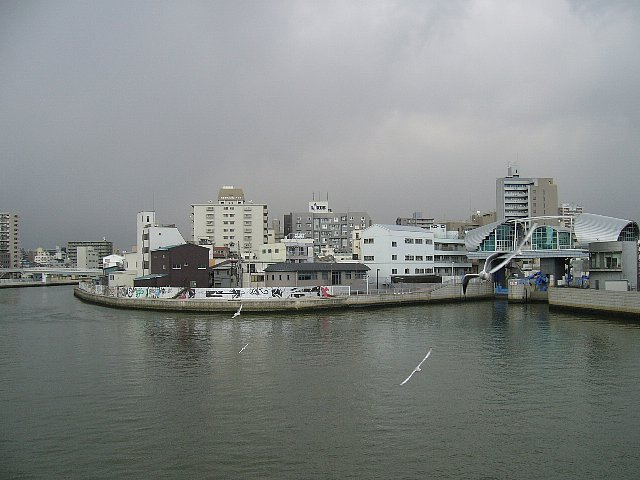
木津川（左側）へ合流 右手の水門が道頓堀川
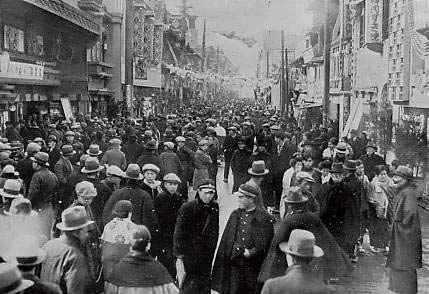
1930年代の道頓堀の様子

### 道頓堀川
道頓堀川（どうとんぼりがわ）は、東横堀川の南端から西流して木津川に合流する全長約2.7kmの河川で、西横堀川（埋立。現：阪神高速1号環状線北行き）より下流は西道頓堀川とも呼ばれる。川幅は西道頓堀川と呼ばれる下流側は約50m、上流側は約30m。
1967年（昭和42年）に大黒橋より上流の両岸にグリーンベルトを設置。1979年（昭和54年）に噴水、1989年（平成元年）にウォーターカーテンなども設置された。2000年（平成12年）には東横堀川水門と道頓堀川水門を設置して、高潮の防御および河川水位を一定に制御することが可能になると、親水空間としての取り組みが本格化する。2004年（平成16年）から2013年（平成25年）にかけて、日本橋 - 浮庭橋（旧：桜川分岐点。湊町リバープレイス）間の両岸に「とんぼりリバーウォーク」という遊歩道が整備され、道頓堀や宗右衛門町の繁華街を川岸から楽しむことが可能になった。
2012年には、開削400年となる2015年開業を目標に川に巨大な水槽を浮かべて競技大会も可能なレジャープールを作る道頓堀プール構想が発表されたが、実現しなかった。

### とんぼりリバーウォーク
道頓堀川の日本橋 - 浮庭橋間の両岸に設けられた約2kmの遊歩道で、行政区としては中央区・西区・浪速区にまたがる。
日本橋・太左衛門橋・湊町の3ヶ所に船着場が設置され、遊覧船（とんぼりリバークルーズDOTON号・アクアミニ水都号）などが発着している。
特例措置として河川敷地利用の規制が一部緩和され、一定の条件下ではあるが、社会実験としてイベントや物販行為などが行われている。イベントは主に太左衛門橋 - 戎橋間に設置されたイベントスペースで行われる。
2012年（平成24年）4月から管理・運営が大阪市から南海電気鉄道に委託されている。2014年（平成26年）からは毎年冬季（10月 - 3月）にイルミネーションイベント「光と水のワンダーランド」が開催されている。

### 石碑
堺筋の日本橋北詰交差点北東角に「贈従五位安井道頓、安井道卜紀功碑」とある石碑が建立されている。裏面には西村天囚による顕彰文が刻まれている。またこの向かい側には小野十三郎の「たたずめば、思いははるかわが川」に始まる詩碑が立てられている。

## 歴史
幸田成友によると、1612年（慶長17年）に南端が堀止になっていた東横堀川と西横堀川を結んで木津川へ注ぐ堀川の開削が開始され、摂津国の清和源氏の一流である河内国の河内源氏の流れを汲む畠山氏の一族、河内国渋川郡久宝寺（または、摂津国住吉郡平野郷）出身で安井道頓（成安道頓）が新川奉行に任命された。しかし、大坂の陣で道頓が戦死したため、従弟の安井九兵衛（安井道卜（どうぼく））や安藤藤次（平野藤次）らが引き継ぎ、1615年（元和元年）に完成した。当初は新堀・南堀川・新川などと呼ばれていたが、大坂城主の松平忠明が道頓の死を追悼し、また、相当な私財が投じられたことや功績に鑑み「道頓堀」と命名した。
「大坂濫觴書一件」では、道卜が合戦後の工事再開の認可を受けた際、徳川氏からの人夫提供の誘いを断り、久宝寺から百姓を呼び寄せ、自らの手で工事を完成させたとあり、安井家の富豪のほど、また当時の町人の心意気を偲ばせる記述となっている。この開堀では両岸の開発も行われ、道頓堀川八丁が誕生。「九郎右衛門町」、「宗右衛門町」などの人名のついた各町は安井家出入りの百姓で、この時開発の衝にあったものの名に因んだものである。
道卜は振興策として、南船場の塩町通付近に形成されていた芝居町を道頓堀川の南岸に移転させた。当初は道頓堀通の北側に川を背にして芝居小屋が立ち、遊女歌舞伎や若衆歌舞伎が行われていたが、前者は1629年（寛永6年）に、後者は1652年（慶安5年）に禁止された。1653年（承応2年）に芝居名代5株が公認され、興行権免許の印として櫓を正面に掲げた劇場が道頓堀通の南側に立つようになり、歌舞伎や人形浄瑠璃が演じられた。
1707年（宝永4年）10月の宝永地震および1854年（嘉永7年）12月の安政南海地震では、大阪湾に押し寄せた津波が河川を遡上し、道頓堀付近まで水没したと伝えられている。

### 町名の変遷
明治初頭には、東から高津五右衛門町、道頓堀立慶町、道頓堀吉左衛門町、道頓堀九郎右衛門町となっていた。
- 1872年（明治5年） 二ツ井戸町、高津町十番丁、日本橋筋1丁目、東櫓町、西櫓町、九郎右衛門町に改編。
- 1982年（昭和57年） 日本橋筋1丁目の北端部、東櫓町、西櫓町、九郎右衛門町を道頓堀に改編。
- 1983年（昭和58年） 二ツ井戸町、高津町十番丁の北端部を道頓堀に改編。

## 風物詩
- 船乗り込み

歌舞伎役者など、道頓堀の芝居小屋で興行を行う際、船に乗り込み道頓堀川の船上にて芝居のPRを行う一種のパレード。毎年の夏の公演の他、襲名披露公演でも実施（近年では中村勘三郎襲名披露等）。
- とんぼりワッショイ

2006年からとんぼりリバーウォークで実施されている若手アーティストの発表の場の提供、道頓堀の地域活性化の貢献を目的とした春・秋に開かれている路上アートイベント。現在、二代目代表の鄭 重成が道頓堀400周年を機に一時停滞していたとんぼりワッショイを復活させ、実施を継続している。

## 道頓堀川八丁
道頓堀開削とともに成立した8町。島之内南端の北岸に西から久左衛門町・御前町・宗右衛門町・大和町。芝居小屋が並ぶ南岸に西から湊町・九郎右衛門町・吉左衛門町・立慶町。現在も宗右衛門町と湊町の2町名が残っている。

## 道頓堀五座
戎橋南詰から東側にかつて存在した浪花座・中座・角座・朝日座・弁天座の五つの劇場のことで、1653年（承応2年）に芝居名代5株が公認されたことに始まる。「五つ櫓」とも言う。道頓堀を代表する劇場群で、近代に至るまで、歌舞伎や仁輪加（軽演劇）、人形浄瑠璃などが賑々しく興行された。そして若衆茶屋といわれる陰間（少年）たちが男色を売る茶屋も集まっていた。
昭和初期までにこれらの劇場はすべて松竹の経営に移り、一部は映画館に転向した。第二次世界大戦後、朝日座が東映に売却され大阪東映劇場（後に道頓堀東映と改称）となる。弁天座は文楽座と改称され、人形浄瑠璃の常打劇場となるが、やがて人形浄瑠璃は松竹の手を離れ、朝日座と改称。角座は演芸場に転換、演芸ブームで隆盛を誇ったが、漫才ブーム終了後に失速。いずれも昭和末期に閉鎖された。
平成に入りバブル崩壊を受け、松竹は残った中座（松竹新喜劇の本拠地）、浪花座（松竹芸能の本拠地）を相次いで閉鎖し、映画館の入った商業ビルとして復活していた角座も含めてことごとく敷地を売却。ここに、道頓堀五座は事実上一旦消滅した。なお、中座解体途中に爆発事故を起こして建物は崩壊し、中座の南側にある法善寺横丁が大打撃を受けた。現在商業演劇や歌舞伎の定期公演などは大阪松竹座で行われているが、道頓堀五座とは別個の劇場である。
2013年（平成25年）7月28日、松竹芸能が角座跡地の所有者であるケンズネットワークスから賃借する形で、お笑い劇場「DAIHATSU MOVE 松竹芸能  道頓堀角座」を開場。五つ櫓の一つである角座が復活したが、2018年（平成30年）7月22日に、借地契約満了に伴い閉館した。

## 道頓堀裁判
安井道卜の子孫が1965年（昭和40年）1月4日、道頓堀川の川底の所有権を主張して、大阪地方裁判所に起こした民事裁判。裁判資料として安井家に伝わってきた多くの資料を提出し、江戸時代の所有権の有効性、目的喪失後の慣行水利権の有無、法律未整備時の所有の概念の有無など、多くの問題を提起した。1976年（昭和51年）10月19日に、安井氏の請求を棄却する判決が出された。

## 水質
視覚的に分かりやすい成果が現われていないため現在においても汚い川というイメージがある。「川底が見える本来の綺麗な川」という目標達成に向けて水質改善が年月を掛けて進んでいる。
道頓堀川の水質は、昭和40年代には年平均BOD値が30mg/Lを超えるなど極めて悪かったが、大阪市都市環境局の対策もあって、2014年4月から9月の平均BOD値は1.8mg/Lと大幅に改善している。ハスなどの魚の姿も見られるようになってきた。ただし、DO値が2mg/L程度と低く、一般細菌や大腸菌などの有害な嫌気性細菌が多くおり、遊泳には適さない。
また、濁度が高く（つまり水が濁っており）、見た目にも綺麗な河川とは言いがたい。水質の環境基準は「B」となっている。これはAAからEまで6段階ある基準の上から3番目に当たり、大阪市には「B」評価以上の河川は無く、東横堀川も「B」である。2015年3月には汚水をいったんためて、下水処理場に送る「平成の太閤下水」と名付けられた下水道管が供用を開始。さらに水質が改善される見込みである。大阪市は道頓堀川を人の泳げる川にするため、山間部の箕面川や千早川と同じ「A」評価を目指している。
- 大阪市建設局　道頓堀川の水質
- 大阪市建設局　水質保全対策

また、2003年（平成15年）にNPO法人大阪・水かいどう808が、水質浄化目的で、真珠の母貝の一つである、イケチョウ貝の養殖を開始した。この貝は、1日にドラム缶1本分の水を浄化できるとされている。2006年（平成18年）1月9日に開貝式があり、真珠も採取された。
2017年、クボタと協力して新たな下水処理装置を中浜下水処理場に設置。2021年8月、水質改善を図るため、中浜下水処理場から道頓堀川へ新たな処理水の放流を開始した。2021年9月にはマハゼやテナガエビを確認した。
2022年には、近隣の梅田付近の川で鮎の群れが確認された。これらは短期間で達成した物ではなく、数十年の試行錯誤の成果が現在になりエスカレートして現われており、最終的には川底まで見える本来の川の姿を取り戻すことを目標にしている。

## イベント時
道頓堀では、大きなイベント時などに多くの人が集まり、身動きが取れないほど混雑することがあり、群集事故の可能性がある。その為、2023年の阪神タイガースのリーグ優勝時には台北駐日経済文化代表処や在大阪大韓民国総領事館から旅行や仕事などで関西地方に滞在・駐在しているそれぞれの自国民・市民に向けて道頓堀地域を含む優勝直後の大阪市内の繁華街に近づかないよう呼び掛ける事態になった。
また、イベント時、特にプロ野球・阪神の優勝時、サッカー日本代表の試合後や年末年始のカウントダウン等では一部の人が川に飛び込むことがある。飛び込み行為は着衣状態では水を吸った服が非常に重くなり、溺れたり、大腸菌などに感染する危険や、過去には戎橋から川に落ちた男性が溺れて死亡したケースがあることから、行政としては飛び込まないよう要請している。
一部の集まった人々がフーリガン化して破滅的行為を行うこともある。1985年はKFC店舗前のカーネル・サンダース像が川に投げ込まれたこともあり、その後日本一から遠ざかったため「カーネル・サンダースの呪い」というネタにされた。
2023年のリーグ優勝と日本一でついに「呪い」が終わりを告げた。優勝当日は桟橋の上は厳戒態勢で飛び込めなかったが、その下の歩道から飛び込んだ人が存在した。中でも共同通信の松嵜未来記者が撮影した楽しげに飛び込む男性の写真は「道頓堀のピーターパン」として世界的に有名になった。

## 道頓堀川に架かる橋

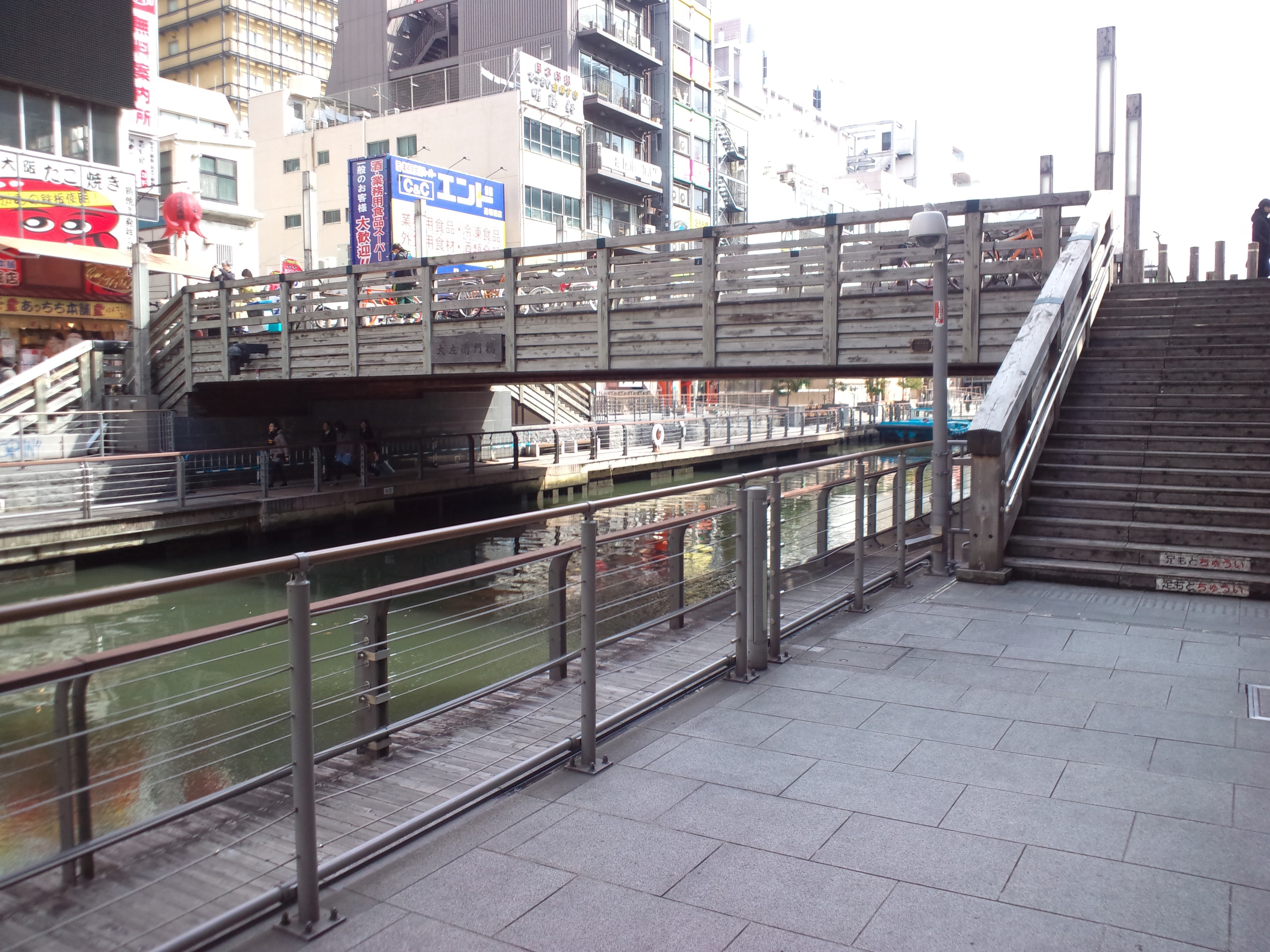
太左衛門橋

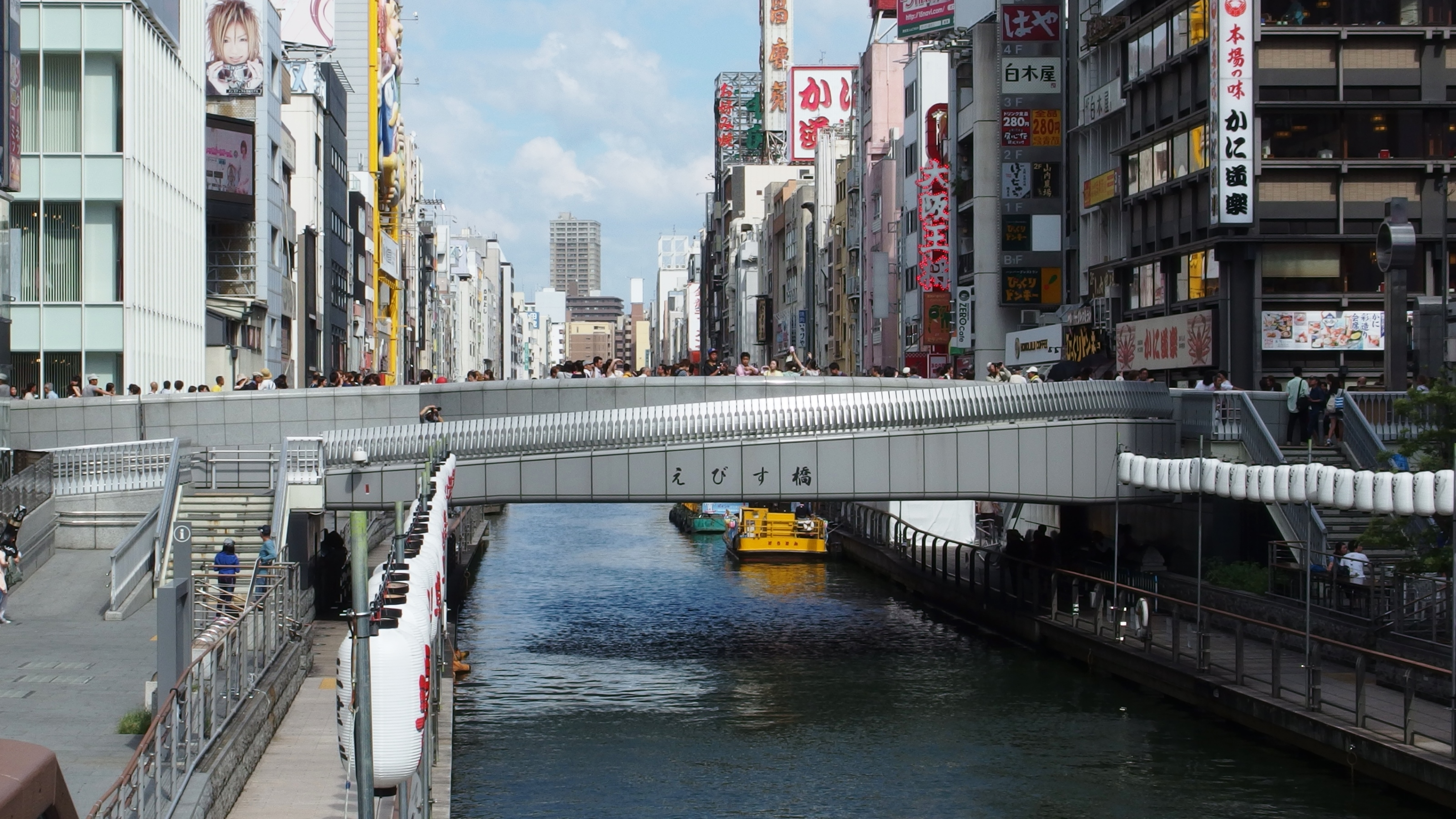
戎橋

上流から
- 下大和橋
- 日本橋 - 堺筋
- 相合橋
- 太左衛門橋
- 戎橋 - 心斎橋筋・戎橋筋
- 道頓堀橋 - 御堂筋
- 新戎橋
- 大黒橋
- （阪神高速1号環状線北行）
- （阪神高速1号環状線旧湊町入路）
- （阪神高速15号堺線上り）

以降、通称西道頓堀川
- 深里橋 - 四つ橋筋
- 浮庭橋
- 住吉橋
- 西道頓堀橋 - なにわ筋
- 幸橋
- 幸西橋 - あみだ池筋
- 汐見橋 - 新なにわ筋
- 日吉橋
- （道頓堀川水門）

## 道頓堀を題材とした作品

### 文芸
- 宮本輝『道頓堀川』（1982年に深作欣二監督で映画化・ドラマ化）
- 田辺聖子『道頓堀の雨に別れて以来なり』

### テレビドラマ
- 『道頓堀』（1968年 - 1969年）
- 連続テレビ小説『おちょやん』（2020年 - 2021年のテレビドラマ 女優・浪花千栄子をモデルにした主人公の奉公先として登場）

### 楽曲
- 内海一郎『道頓堀行進曲』（作詞：日比繁二郎・作曲：塩尻精八）
- A面 二村定一、B面 葭町二三吉（藤本二三吉)『浪花小唄(道頓堀夜景）』（作詞：時雨音羽・作曲：佐々紅華）[31]
- 天童よしみ『道頓堀人情』（作詞・作曲：若山かほる・編曲：山田年秋）
- 貴志康一「日本組曲」より『道頓堀』（管弦楽、1934年初演・1935年に作曲者指揮/ベルリン・フィルハーモニー管弦楽団で録音）

### 絵画

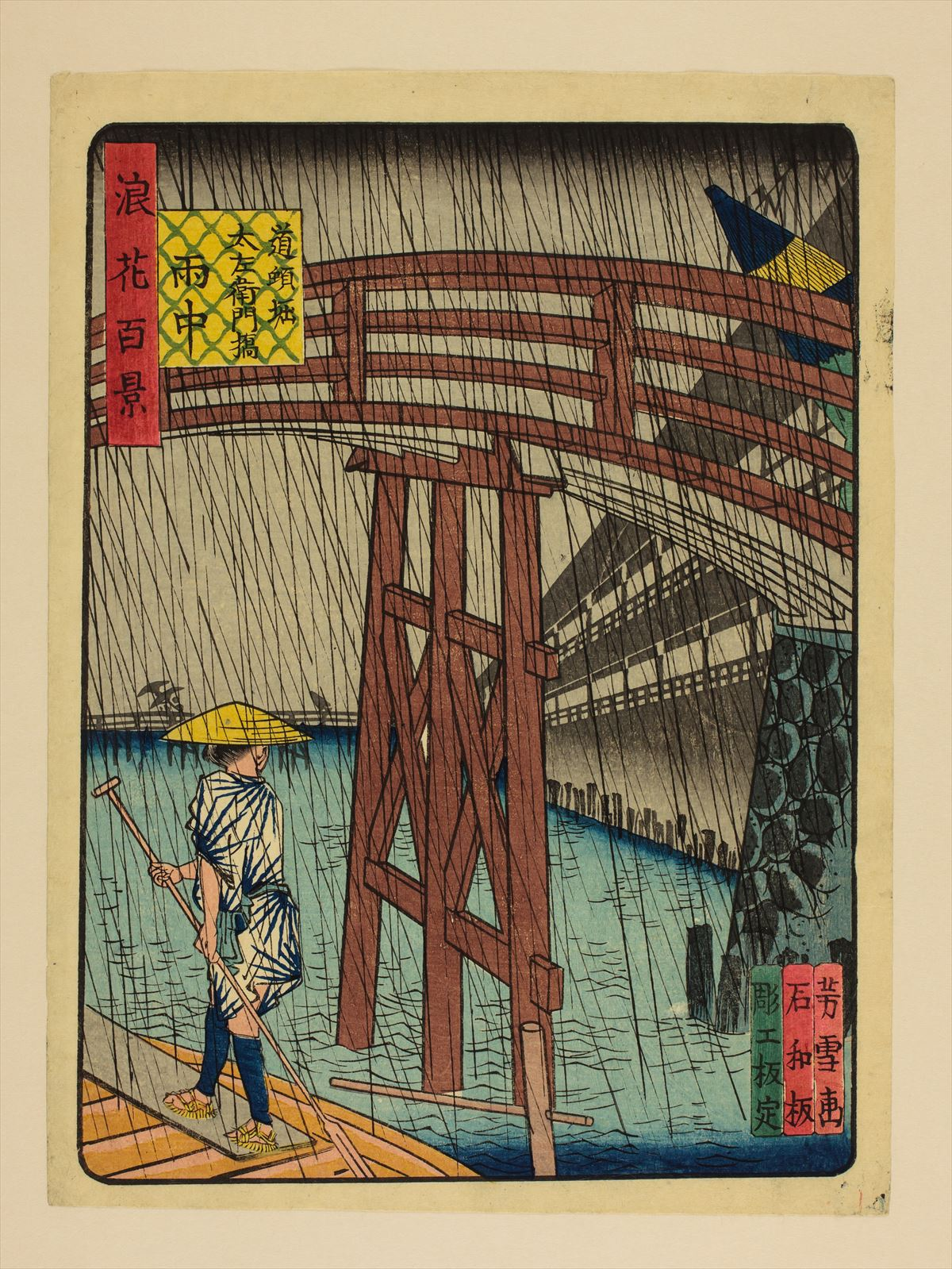
道頓堀太左衛門橋雨中 浪速百景より
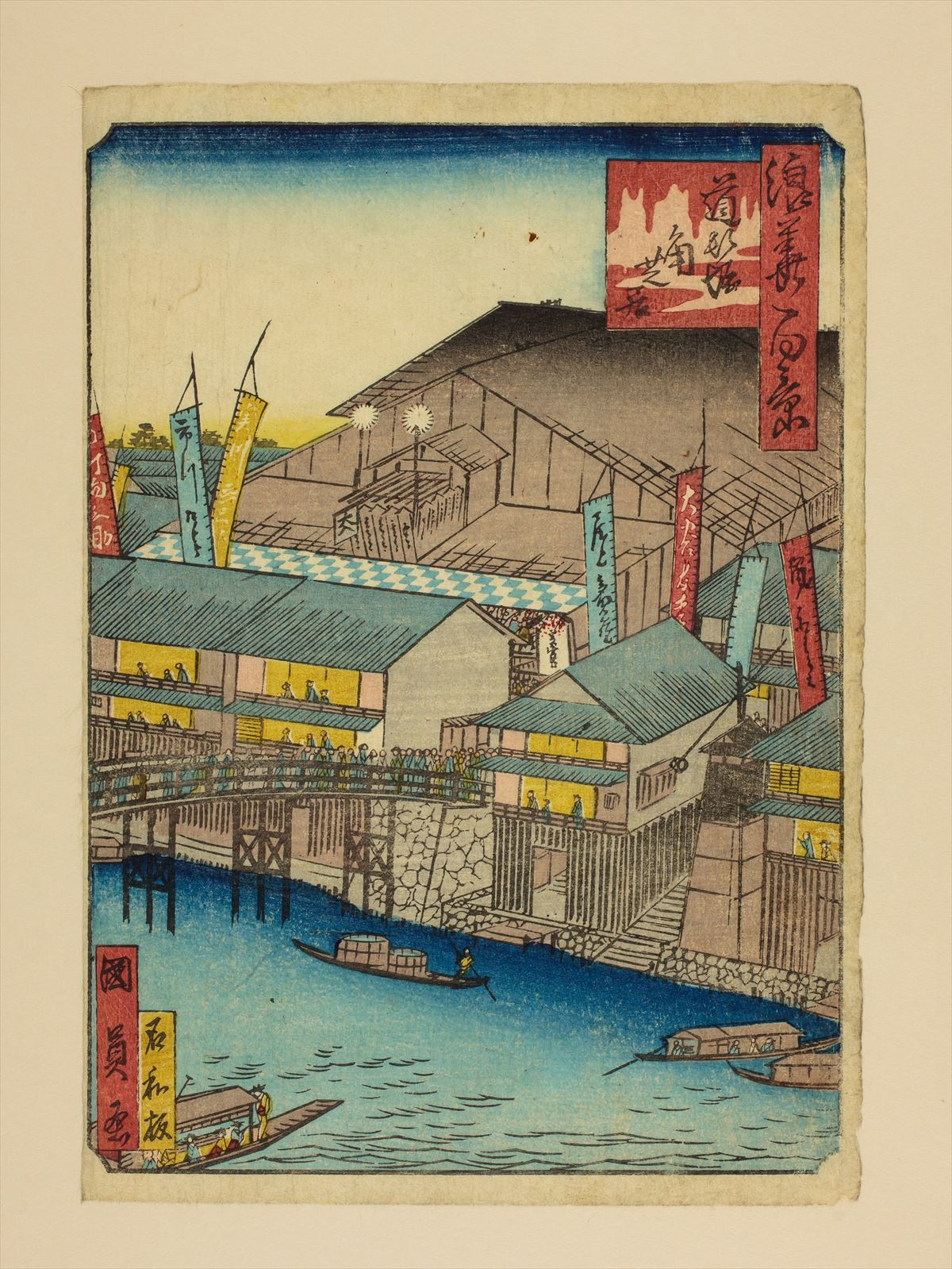
道頓堀角芝居 浪速百景より。道頓堀の南側は芝居小屋が密集する繁華街であった
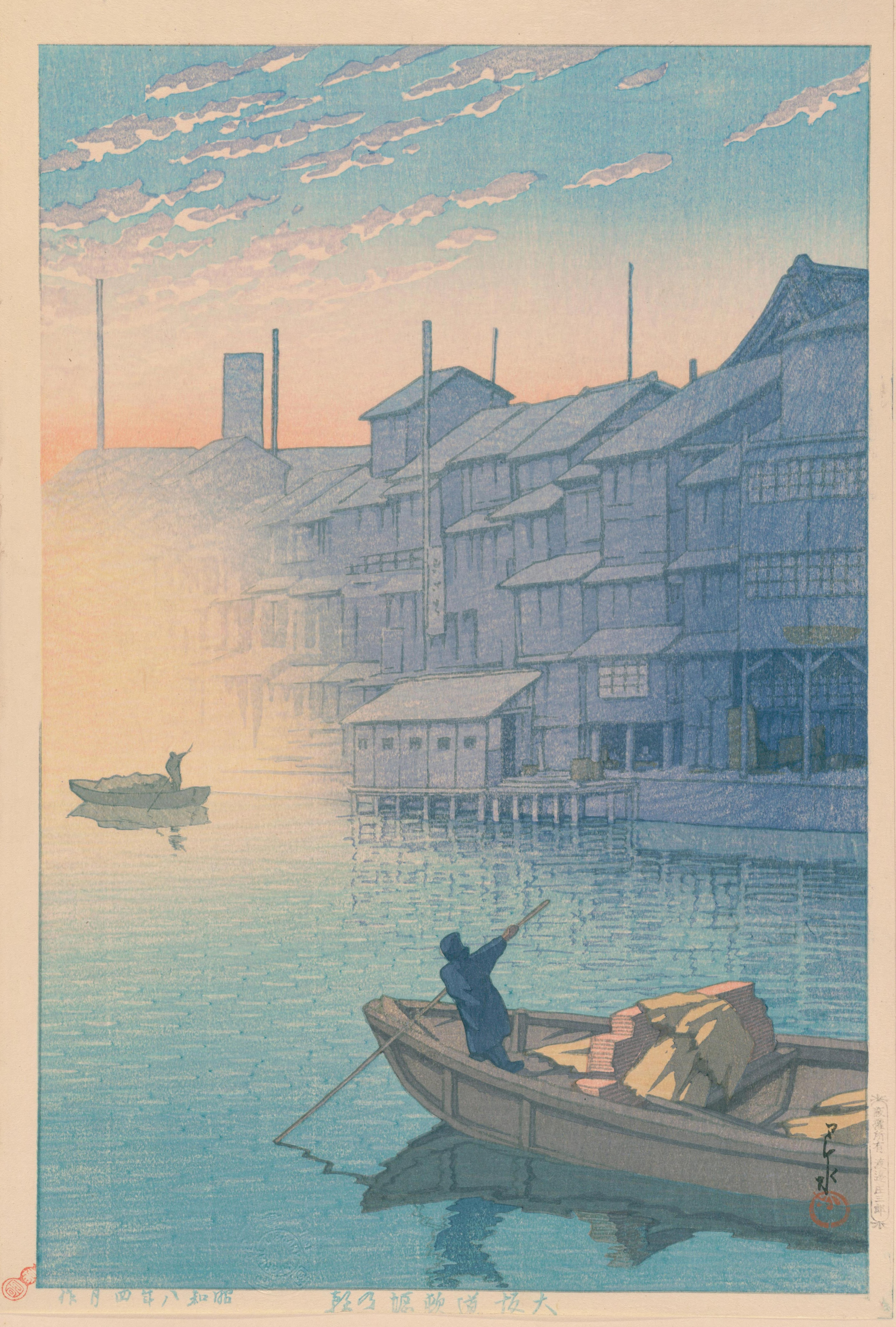
川瀬巴水『大阪 道頓堀の朝』（1933年・昭和8年）

## 世帯数と人口
2019年（平成31年）3月31日現在の世帯数と人口は以下の通りである。
| 丁目         | 世帯数  | 人口  |
| ------------ | ------- | ----- |
| 道頓堀一丁目 | 298世帯 | 396人 |
| 道頓堀二丁目 | 23世帯  | 35人  |
| 計           | 321世帯 | 431人 |

### 人口の変遷
国勢調査による人口の推移。
| 1995年（平成7年）  | 626人 | [ 33 ] |  |
| 2000年（平成12年） | 520人 | [ 34 ] |  |
| 2005年（平成17年） | 436人 | [ 35 ] |  |
| 2010年（平成22年） | 475人 | [ 36 ] |  |
| 2015年（平成27年） | 539人 | [ 37 ] |  |

### 世帯数の変遷
国勢調査による世帯数の推移。
| 1995年（平成7年）  | 350世帯 | [ 33 ] |  |
| 2000年（平成12年） | 303世帯 | [ 34 ] |  |
| 2005年（平成17年） | 285世帯 | [ 35 ] |  |
| 2010年（平成22年） | 306世帯 | [ 36 ] |  |
| 2015年（平成27年） | 358世帯 | [ 37 ] |  |

## 事業所
2016年（平成28年）現在の経済センサス調査による事業所数と従業員数は以下の通りである。
| 丁目         | 事業所数  | 従業員数 |
| ------------ | --------- | -------- |
| 道頓堀一丁目 | 238事業所 | 4,141人  |
| 道頓堀二丁目 | 61事業所  | 1,385人  |
| 計           | 299事業所 | 5,526人  |

## その他

### 日本郵便
- 集配担当する郵便局と郵便番号は以下の通りである[39]。

| 町丁    | 郵便番号 | 郵便局       |
| ------- | -------- | ------------ |
| 1丁目東 | 542-0077 | 大阪南郵便局 |
| その他  | 542-0071 | 大阪南郵便局 |

## 注・出典